# فانس أ. فانك الثالث
فانس أ. فانك الثالث (بالإنجليزية: Vance A. Funk, III)‏ هو محامي أمريكي، ولد في 16 ديسمبر 1942 في فيلادلفيا في الولايات المتحدة.